# Bombax costatum
Espèce
Bombax costatum, le faux-kapokier, ou kapokier rouge, est une espèce végétale de la famille des Malvaceae. C'est un petit arbre atteignant 5 à 15 m de hauteur. Il fleurit en saison sèche, avant l'apparition des feuilles.

## Aire de répartition

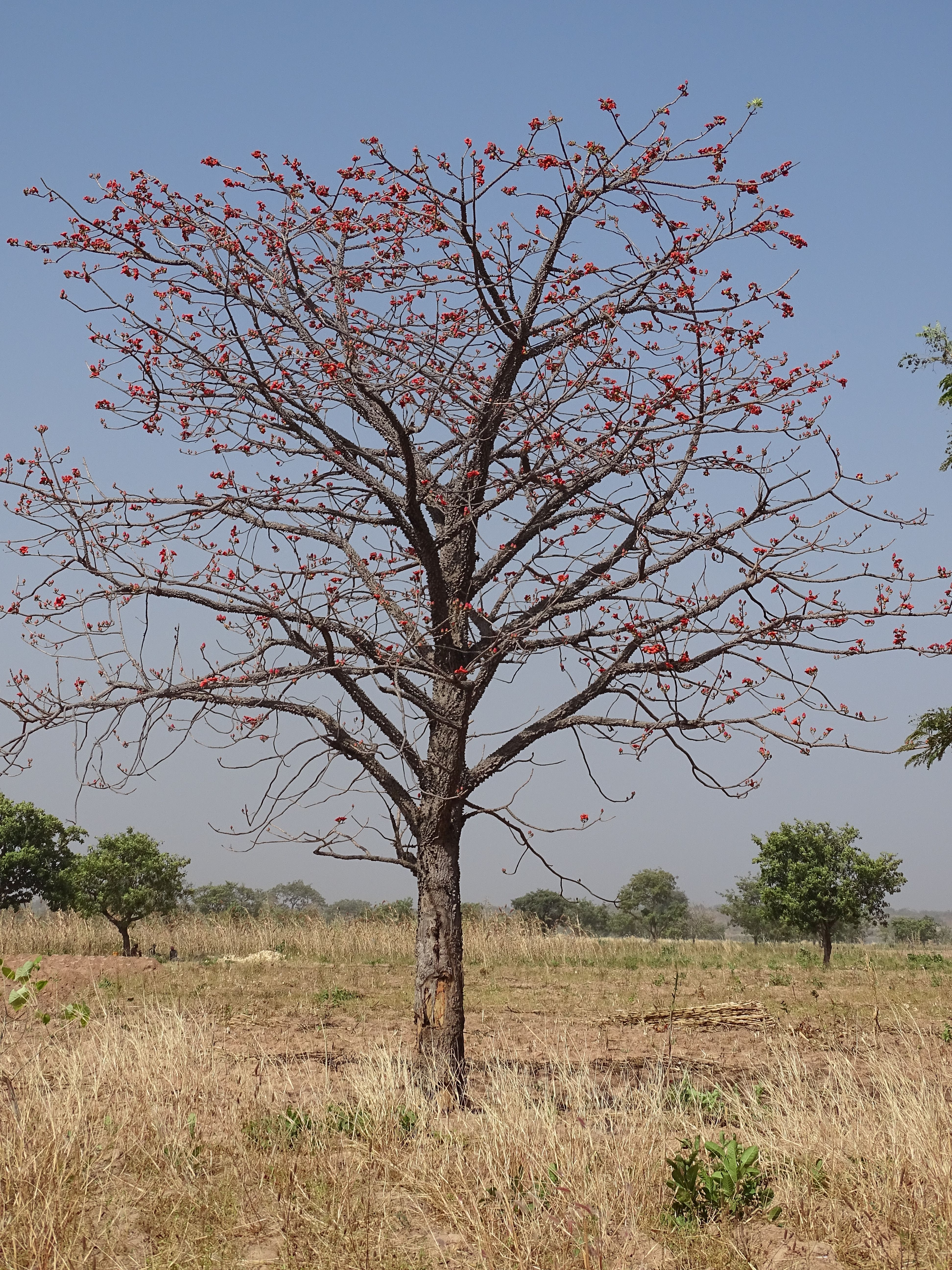
Bombax costatum au parc national de Pendjari au Bénin.

Son aire est restreinte aux zones de savane ou de brousse tigrée d'Afrique de l'Ouest, du Sénégal à la République Centrafricaine. On le trouve fréquemment sur les collines rocheuses ou dans les zones de croûtes latéritiques.

## Utilisation
Le calice de la fleur est utilisé dans la cuisine de plusieurs pays d'Afrique de l'Ouest dans la confection de sauces épaisses, auxquelles il confère un goût particulier et une texture gluante. La récolte excessive des fleurs peut être problématique pour le renouvellement de l'espèce, en empêchant la formation de graines.